# Comuna de Postomino
Postomino (polaco: Gmina Postomino) é uma gminy (comuna) na Polónia, na voivodia de Pomerânia Ocidental e no condado de Sławieński.
De acordo com os censos de 2005, a comuna tem 6.986 habitantes, com uma densidade 30,7 hab/km².

## Área
Estende-se por uma área de 227,24 km².

## Comunas vizinhas
- Darłowo, Sławno, Kobylnica, Redzikowo e Ustka.